# Saint-Laurent-sur-Sèvre
Pour les articles homonymes, voir Saint-Laurent.
Saint-Laurent-sur-Sèvre est une commune française située dans le département de la Vendée, en région Pays de la Loire.

## Géographie
Le territoire municipal de Saint-Laurent-sur-Sèvre s'étend sur 1 549 hectares. L'altitude moyenne de la commune est de 149 mètres, avec des niveaux fluctuant entre 98 et 199 mètres,.
La commune est située dans la Vendée à la limite des Deux-Sèvres et du département de Maine-et-Loire dans un triangle formé des 3 villes de Cholet, Les Herbiers et Bressuire. Elle est traversée par la Sèvre nantaise.

### Voies de communication et transports
Saint-Laurent-sur-Sèvre est desservie en autocars par le réseau Tréma (ligne 103).

### Généralités
Au cœur du bocage vendéen, à 10 km du Puy-du-Fou, Saint-Laurent-sur-Sèvre doit son nom de « ville sainte de la Vendée » à Louis-Marie Grignion de Montfort. Quelque 25 000 visiteurs par an, comme Jean-Paul II en 1996, viennent se recueillir sur son tombeau dans la basilique. On compte aussi à Saint-Laurent 2 500 élèves dont 1 300 internes au sein de l'ensemble scolaire Saint-Gabriel - Saint Michel. Il y a  6 communes différentes à proximité.

### Communes limitrophes
| Mortagne-sur-Sèvre |                         |              |
| Chanverrie         | Saint-Laurent-sur-Sèvre | Mauléon      |
|                    | Saint-Malô-du-Bois      | Treize-Vents |

### Climat
Pour des articles plus généraux, voir Climat des Pays de la Loire et Climat de la Vendée.
En 2010, le climat de la commune est de type climat océanique altéré, selon une étude du CNRS s'appuyant sur une série de données couvrant la période 1971-2000. En 2020, Météo-France publie une typologie des climats de la France métropolitaine dans laquelle la commune est exposée à un climat océanique et est dans la région climatique  Bretagne orientale et méridionale, Pays nantais, Vendée, caractérisée par une faible pluviométrie en été et une bonne insolation.
Pour la période 1971-2000, la température annuelle moyenne est de 11,5 °C, avec une amplitude thermique annuelle de 14,1 °C. Le cumul annuel moyen de précipitations est de 773 mm, avec 11,6 jours de précipitations en janvier et 6,4 jours en juillet. Pour la période 1991-2020, la température moyenne annuelle observée sur la station météorologique de Météo-France la plus proche, sur la commune de Cholet à 11 km à vol d'oiseau, est de 12,3 °C et le cumul annuel moyen de précipitations est de 772,5 mm,. Pour l'avenir, les paramètres climatiques de la commune estimés pour 2050 selon différents scénarios d'émission de gaz à effet de serre sont consultables sur un site dédié publié par Météo-France en novembre 2022.

## Urbanisme

### Typologie
Au 1er janvier 2024, Saint-Laurent-sur-Sèvre est catégorisée bourg rural, selon la nouvelle grille communale de densité à sept niveaux définie par l'Insee en 2022.
Elle appartient à l'unité urbaine de Saint-Laurent-sur-Sèvre, une unité urbaine monocommunale constituant une ville isolée,. Par ailleurs la commune fait partie de l'aire d'attraction de Cholet, dont elle est une commune de la couronne,. Cette aire, qui regroupe 26 communes, est catégorisée dans les aires de 50 000 à moins de 200 000 habitants,.

### Occupation des sols
L'occupation des sols de la commune, telle qu'elle ressort de la base de données européenne d’occupation biophysique des sols Corine Land Cover (CLC), est marquée par l'importance des territoires agricoles (79,4 % en 2018), en diminution par rapport à 1990 (85,1 %). La répartition détaillée en 2018 est la suivante : 
prairies (31,7 %), zones agricoles hétérogènes (24 %), terres arables (23,7 %), zones urbanisées (14 %), forêts (5,7 %), zones industrielles ou commerciales et réseaux de communication (0,9 %). L'évolution de l’occupation des sols de la commune et de ses infrastructures peut être observée sur les différentes représentations cartographiques du territoire : la carte de Cassini (XVIIIe siècle), la carte d'état-major (1820-1866) et les cartes ou photos aériennes de l'IGN pour la période actuelle (1950 à aujourd'hui).

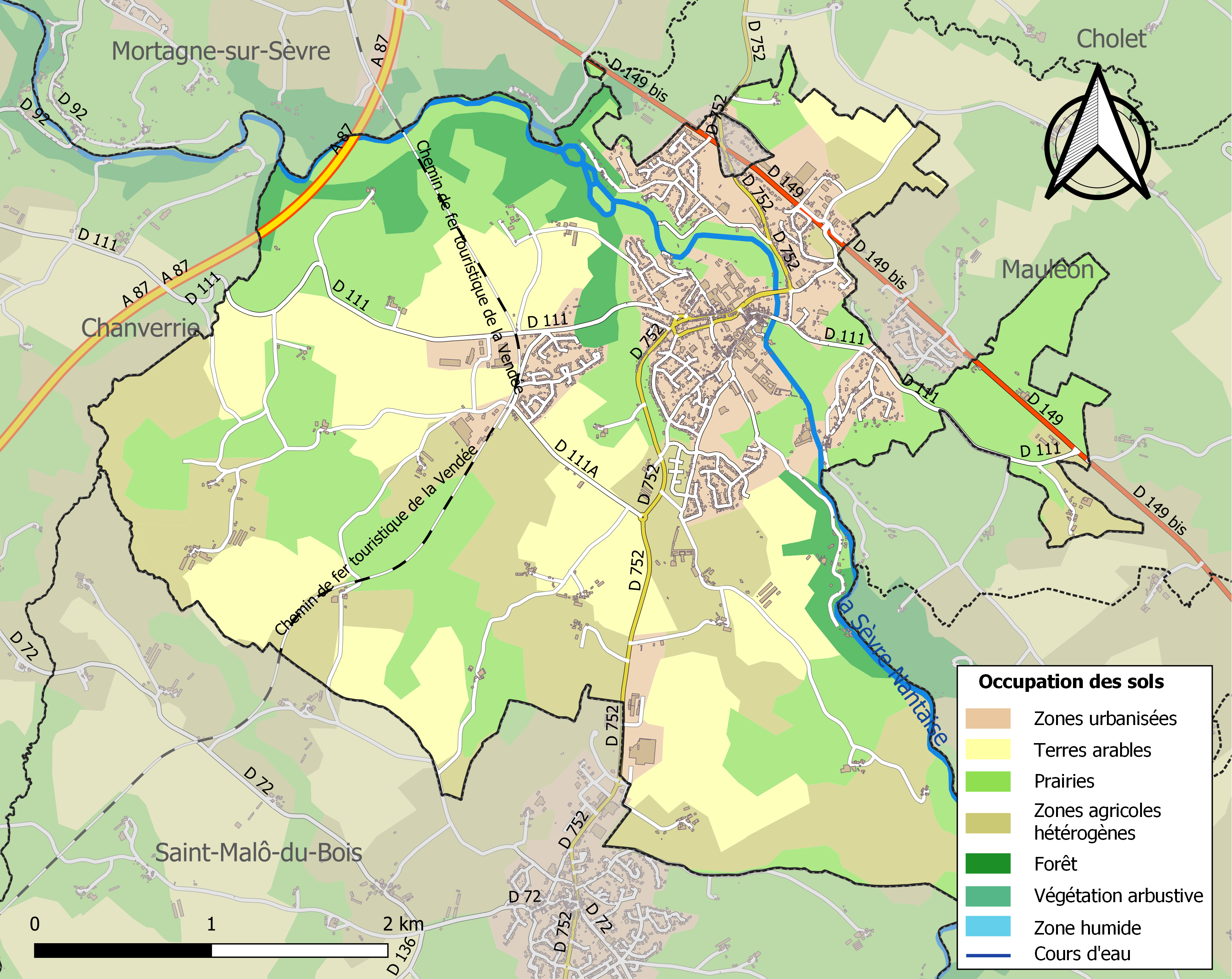
Carte des infrastructures et de l'occupation des sols de la commune en 2018 (CLC).

## Histoire
Une grande partie du territoire de la paroisse de Saint-Laurent constituait jadis une seigneurie portant ce nom. Le siège primitif de cette seigneurie devait se situer dans un manoir à l'emplacement du presbytère actuel. Sous l'Ancien Régime, le domaine comprenait divers droits seigneuriaux, un grand bois, un moulin, un étang, des maisons dans le bourg et cinq métairies : le Bois Chabot Grolleau, le Gast, la Péardière, la Boisvinière, la Petite Yvoie. La seigneurie était possédée à l'origine par un fidèle vassal du baron de Mortagne, lui-même vassal du vicomte de Thouars et enfin du comte de Poitou. Au XIe siècle, il s'agissait de la famille Chabot (grosse tête). Au XIVe siècle, le baron de Mortagne posséda le domaine de Saint-Laurent en direct et jusqu'à la Révolution, laissant progressivement se dégrader le manoir. Au XVIIIe siècle, le baron vendit des métairies et même le manoir de Saint Laurent qui devint le presbytère après des travaux.
D'autres fiefs existaient sur la paroisse : on retiendra la Grande Vergnaie, la Barbinière, la Maltière et la Barre. Une partie du territoire constituant la Grande Vergnaie se trouvait sur les marches Anjou-Poitou. Pour la partie poitevine, le possesseur devait rendre hommage au baron de Mortagne. Si la Barbinière prit de l'importance aux XVIIIe et XIXe siècles, il ne s'agissait pourtant pas à l'origine d'une importante seigneurie. Toutefois, les familles d'Espinasseau et Sapinaud de Bois-Huguet choisirent de s'y installer dans un château. Progressivement, à la faveur de mutations foncières, ils se constituèrent une propriété autour du vieux logis. En 1893, le marquis Albert-Charles-François d'Aviau de Piolant y construisit un château dans le style néo-gothique en vogue à cette époque.
Après la création du diocèse de La Rochelle en 1648, Saint-Laurent-sur-Sèvre devient le siège d'un des deux doyennés dans l'archidiaconé de Fontenay-le-Comte.
Pendant la Révolution française, les prêtres et les missionnaires refusèrent de prêter serment à la Constitution civile du clergé. Située au cœur de la région vendéenne en rébellion, la commune devint le centre religieux de cette insurrection. Guyot de Folleville, surnommé le faux évêque d'Agra, y séjourna à plusieurs reprises. Après la défaite de Cholet, les troupes républicaines menèrent plusieurs incursions meurtrières dans le bourg, de janvier à mars 1794. Au XIXe siècle, les communautés montfortaines connurent une expansion significative sous la direction du père Gabriel Deshayes.
Depuis le 22 mars 1835, le contour du territoire municipal n’a pas évolué. En effet, par ordonnance de ce jour de Louis-Philippe datée du palais des Tuileries, la commune est agrandie d’une exclave de Treize-Vents. En 1867, la création de la blanchisserie Saint Joseph marque le début de l'industrialisation.
Au XXe siècle, la ville de Saint-Laurent-sur-Sèvre accueille plusieurs grands rassemblements, notamment en faveur de l'enseignement libre en 1925, 1947 et 1950. En 1947, des célébrations importantes ont lieu à l'occasion de la canonisation de Louis-Marie Grignion de Montfort, suivies en 1993 par la béatification de Marie-Louise Trichet, première supérieure de l'ordre de la Sagesse. Le 19 septembre 1996, le pape Jean-Paul II visite la basilique de Saint-Laurent-sur-Sèvre pour se recueillir sur le tombeau de Louis-Marie Grignion de Montfort.

## Héraldique
| Blason | Blasonnement : D'azur à la croix d'or mouvant d'une plaine ondée de sable, cantonnée au premier d'une fleur de lys d'or, au deuxième d'un gril du même la poignée vers le chef, au troisième d'un sautoir aussi d'or chargé de cinq losanges de gueules posées à plomb, au quatrième de trois étoiles d'or, au double cœur vidé, couronné et croiseté de gueules, brochant en abîme. |

## Politique et administration

### Liste des maires
| Période                                  | Période             | Identité              | Étiquette | Qualité                                                                         |
| ---------------------------------------- | ------------------- | --------------------- | --------- | ------------------------------------------------------------------------------- |
| avant 1947                               | après 1955          | Louis Rautureau       |           |                                                                                 |
|                                          |                     | Louis Blouin          |           |                                                                                 |
| mars 1971                                | avril 1988, (décès) | Joseph Raymond        |           | Réélu en 1977 et 1983                                                           |
| juin 1988                                | mars 1989           | Monique Lepagnol      |           | Mère au foyer Première adjointe au maire (1983 → 1988)                          |
| mars 1989                                | mars 2001           | Jean-Claude Bénaiteau | SE        | Retraité de l'enseignement Réélu en 1995                                        |
| mars 2001                                | juin 2020           | Guy-Marie Maudet      | DVD       | Professeur d'éducation physique Réélu en 2008 et 2014                           |
| juin 2020                                | En cours            | Éric Couderc          | DVD       | Responsable propositions Thales 7e vice-président du Pays de Mortagne (2020 → ) |
| Les données manquantes sont à compléter. |                     |                       |           |                                                                                 |

## Population et société

### Démographie

#### Évolution démographique
L'évolution du nombre d'habitants est connue à travers les recensements de la population effectués dans la commune depuis 1800. Pour les communes de moins de 10 000 habitants, une enquête de recensement portant sur toute la population est réalisée tous les cinq ans, les populations de référence des années intermédiaires étant quant à elles estimées par interpolation ou extrapolation. Pour la commune, le premier recensement exhaustif entrant dans le cadre du nouveau dispositif a été réalisé en 2007.

En 2022, la commune comptait 3 613 habitants, en évolution de +0,03 % par rapport à 2016 (Vendée : +5,33 %, France hors Mayotte : +2,11 %).
| 1800 | 1806 | 1821  | 1831  | 1836  | 1841  | 1846  | 1851  | 1856  |
| ---- | ---- | ----- | ----- | ----- | ----- | ----- | ----- | ----- |
| 545  | 884  | 1 058 | 1 066 | 1 309 | 1 398 | 2 063 | 2 315 | 2 460 |

| 1861  | 1866  | 1872  | 1876  | 1881  | 1886  | 1891  | 1896  | 1901  |
| ----- | ----- | ----- | ----- | ----- | ----- | ----- | ----- | ----- |
| 2 562 | 2 649 | 2 746 | 2 861 | 2 841 | 2 893 | 3 097 | 2 906 | 2 810 |

| 1906  | 1911  | 1921  | 1926  | 1931  | 1936  | 1946  | 1954  | 1962  |
| ----- | ----- | ----- | ----- | ----- | ----- | ----- | ----- | ----- |
| 2 614 | 2 658 | 2 826 | 2 958 | 2 822 | 3 251 | 3 314 | 3 320 | 2 336 |

| 1968  | 1975  | 1982  | 1990  | 1999  | 2006  | 2007  | 2012  | 2017  |
| ----- | ----- | ----- | ----- | ----- | ----- | ----- | ----- | ----- |
| 2 545 | 2 835 | 3 208 | 3 247 | 3 307 | 3 411 | 3 397 | 3 535 | 3 617 |

| 2022  | - | - | - | - | - | - | - | - |
| ----- | - | - | - | - | - | - | - | - |
| 3 613 | - | - | - | - | - | - | - | - |

#### Pyramide des âges
En 2018, le taux de personnes d'un âge inférieur à 30 ans s'élève à 34,6 %, soit au-dessus de la moyenne départementale (31,6 %). À l'inverse, le taux de personnes d'âge supérieur à 60 ans est de 30,1 % la même année, alors qu'il est de 31,0 % au niveau départemental.
En 2018, la commune comptait 1 734 hommes pour 1 886 femmes, soit un taux de 52,10 % de femmes, légèrement supérieur au taux départemental (51,16 %).
Les pyramides des âges de la commune et du département s'établissent comme suit.
| Hommes | Classe d’âge | Femmes |
| ------ | ------------ | ------ |
| 1,0    | 90 ou +      | 6,8    |
| 7,7    | 75-89 ans    | 12,4   |
| 16,1   | 60-74 ans    | 15,6   |
| 18,3   | 45-59 ans    | 16,1   |
| 18,7   | 30-44 ans    | 17,8   |
| 17,9   | 15-29 ans    | 13,3   |
| 20,2   | 0-14 ans     | 18,0   |

| Hommes | Classe d’âge | Femmes |
| ------ | ------------ | ------ |
| 0,8    | 90 ou +      | 2,2    |
| 8,7    | 75-89 ans    | 11,1   |
| 20,3   | 60-74 ans    | 21,3   |
| 20     | 45-59 ans    | 19,4   |
| 17,5   | 30-44 ans    | 16,8   |
| 15     | 15-29 ans    | 13,2   |
| 17,7   | 0-14 ans     | 16,1   |

## Éducation

### Institution Saint-Gabriel
L'institution privée catholique collège-lycée Saint-Gabriel a été fondée en 1838 par les frères du même nom. Avec 930 internes, pour un total de 2 200 élèves, cet établissement est l'un des plus grands internats de France. Les élèves viennent de tout le pays, quelquefois de l'étranger. L'institution s'étend sur près de 19 ha et permet aux élèves de pratiquer de nombreuses activités sportives : rugby, golf, etc. Depuis septembre 2012, les bâtiments accueillent l'ensemble des niveaux allant de la 6e au BTS.
Quelques-uns de ses anciens élèves sont devenus célèbres : Jamy Gourmaud (présentateur de l'émission C'est pas sorcier) ou encore Bruno Retailleau (sénateur de la Vendée).

### Institution Saint-Michel
L'institution Saint-Michel a été liée il y a peu avec Saint-Gabriel pour une meilleure complémentarité. Il faut savoir qu'à l'origine Saint-Gabriel était destiné aux garçons et Saint-Michel aux filles, la mixité étant assez récente (2000). Saint-Michel a aussi un passé prestigieux. Ce collège-lycée privé catholique a longtemps dispensé un enseignement rigoureux. Ce fut l'un des meilleurs internats pour filles de France d'où sont sorties les célèbres sœurs Favreau. Jusqu'en septembre 2012, l'établissement accueillait les élèves de 6e, 5e ainsi que la filière professionnelle coiffure et esthétique.

### Unité fonctionnelle  scolaire de l'institut Saint-Gabriel
Œuvre de l'architecte choletais Francis Pierrès, inaugurée le 28 octobre 1972, elle a pour fonction la restauration collective des élèves de l'institut Saint-Gabriel et compte des salles de permanence, un foyer, etc.
Officiellement labellisé « patrimoine du XXe siècle » par décision du préfet de région des Pays de Loire en date du 18 octobre 2013 au nom du gouvernement français ; la plaque apposée sur le monument est dévoilée en mai 2015.
Elle développe sur deux niveaux quelque 2 000 m2 pour chacun, avec une ossature en béton à nu, d'inspiration « brutaliste », de vastes baies vitrées donnant sur la vallée de la Sèvre nantaise et un « jeu de mikado de poutrelles béton », en débord des façades.

## Lieux et monuments

### Ouvrages d'art
- Viaduc de Barbin

### Édifices religieux
Saint-Laurent possède une basilique, la Basilique Saint-Louis-Marie-Grignion-de-Montfort abritant le tombeau de saint Louis Marie Grignon de Montfort, fondateur d'écoles charitables. En 1996, Jean-Paul II y vint en pèlerinage, honorer l'apôtre de Marie. Les maisons mères des filles de la Sagesse, des pères missionnaires montfortains et des frères de Saint-Gabriel se sont établies près de l'endroit où repose leur fondateur. C'est la famille Montfortaine. Cette spécificité a donné à ce village cinq églises, chapelles et oratoires.

## Personnalités liées à la commune
- Saint Louis-Marie Grignion de Montfort, né le 31 janvier 1673 à Montfort-sur-Meu, est mort le 28 avril 1716 à Saint-Laurent-sur-Sèvre. Il fut béatifié en 1888 et canonisé par le pape Pie XII en 1947. À sa suite, de nombreuses congrégations vont voir le jour comme la Compagnie de Marie, les Filles de la Sagesse et les frères de Saint-Gabriel. Le 19 septembre 1996, le pape Jean Paul II est venu en pèlerinage à Saint-Laurent-sur-Sèvre. Après s’être adressé à la population et aux jeunes dans la communauté de la Sagesse, le Très Saint Père est allé se recueillir à la basilique sur le tombeau de saint Louis-Marie Grignion de Montfort. À plusieurs reprises, le Saint Père a expliqué le lien qui l’unit à Montfort : la lecture du Traité de la vraie dévotion à la Sainte Vierge Marie de Grignion de Monfort a marqué dans sa vie un tournant décisif, qui a coïncidé avec sa préparation clandestine au sacerdoce. À l'issue des vêpres, le Très Saint Père s’est adressé aux 1 200 religieux et religieuses rassemblés dans la basilique.
- Marie-Louise Trichet, fondatrice d'établissements charitables à la suite de saint Louis-Marie Grignion de Montfort, béatifiée en 1993 par le pape Jean-Paul II, morte à Saint-Laurent-sur-Sèvre le 28 avril 1759.
- Ménie Grégoire, journaliste, a passé son enfance dans le moulin de Plassard.
- André Méric (1900-1971), sculpteur, a vécu de 1960 à 1971 à Saint-Laurent-sur-Sèvre. Il est inhumé au cimetière de Saint-Laurent-sur-Sèvre avec son épouse Rosella Buchou (1904-1994).
- Moïse Poirier (1901-1967) inventeur à l'initiative du Monte-vite en 1946, entreprise reprise après 1967 par la société Gebo Cermex du Groupe Sidel[33].
- Olivier Maire (1960-2021), prêtre catholique et supérieur provincial de la congrégation des Missionnaires montfortains, assassiné à Saint-Laurent-sur-Sèvre le 9 août 2021.
- Louise Maraval (née en 2001), athlète spécialiste du 400 m haies, s'est entrainée à l'Entente Sèvre, le club local, de ses 10 à 18 ans[34].

### Manifestations culturelles et festivités
En 2013 dans le cadre du Festival de Poupet, Saint-Laurent-sur-Sèvre a accueilli le concert d'Elton John et de David Guetta au château de La Barbinière.
En 2014, c'est Stromae qui est programmé dans le parc du château par le festival.
Pour la 30e édition en 2016, le festival vendéen revient au château pour deux soirées, le concert de Les Insus ? puis celui de Indochine deux jours plus tard.